# Huzová
Huzová (in tedesco Deutsch Hause) è un comune della Repubblica Ceca facente parte del distretto di Olomouc, nella regione di Olomouc.